# Az American Airlines 96-os járatának balesete
Az American Airlines 96-os járata egy McDonnell Douglas DC-10-10-es típusú gép repülőútja volt a Los Angeles-i nemzetközi repülőtér és a New York-i LaGuardia repülőtér között. Az indulási állomás és célállomás között két útmegszakítás is volt, először a Detroit Metropolitan repülőtéren, majd a Buffalo Niagara nemzetközi repülőtéren állt meg a repülő.
1972. június 12-én a járat raktérajtajának meghibásodása miatt robbanásszerű dekompresszió lépett föl.  A raktérajtó kiszakadt a helyéről, ezzel beszakítva a fölötte található utastér padlóját. Mivel itt futnak a  gép hidraulikai vezetékei, a törés jelentősen megrongálta ezeket, valamint az oldalkormányt irányító huzalokban is jelentős kárt tett. Ennek következtében az oldalkormány erősen kitért jobbra és a repülő is erre húzott. A hátsó szárny alatt található kettes hajtómű is jelentős károkat szenvedett, ami csak nehezítette a gép irányítását. Mindezek ellenére, a pilótának és az első tisztnek sikerült biztonságosan landolniuk a Detroit Metropolitan Wayne County repülőtéren.
Mivel az incidensre az Ontario-beli Windsor fölött került sor, a balesetet sokszor windsori balesetként is emlegetik.
A nyomozás kiderítette, hogy a baleset oka a raktérajtó zárszerkezetének meghibásodása volt, aminek következtében az ajtó nem záródott be teljesen. Egy másik, a zárszerkezettől független rendszer feladata lett volna megakadályozni ezt, de ez a szerkezet rosszul volt megtervezve. A cég, hogy megakadályozza az újabb hasonló baleseteket, sok változtatást hozott, de két évvel később, 1974-ben a Turkish Airlines 981-es járatának – egy McDonnell Douglas DC -10-10 – raktérajtaja ugyanígy meghibásodott. Ennek következtében a személyzet elvesztette az irányítást a gép fölött, és az lezuhant Párizs közelében. A repülőn tartózkodó 346 ember mind meghalt.

## A baleset
A 96-os járat menetrend szerint közlekedett Los Angeles és New York között, megállóval Detroitban és Cheektowagában. A gép június 12-én 14:16 perckor, 46 perces késéssel szállt fel Los Angelesből és 18:36-kor érkezett Detroitba. Itt az addigi utasok többsége leszállt és újak érkeztek, valamint új rakományt raktak a gépre. Innen a repülő 56 utassal és 11 fős személyzettel szállt fel. Detroitból a gép 19:20-kor indult tovább. 19:25-kor, amikor a repülő 3600 m magasan volt, a személyzet egy távoli puffanást hallott. Bryce McCormick kapitány jelentette, hogy valamivel ütköztek és a pilótafülke ablakai összetörtek. Az oldalkormány pedáljai maximálisan a bal pozícióba fordultak, és a hajtómű irányítói is meghibásodtak. A kapitány azonnal kikapcsolta a robotpilótát és újraindította a rendszert. Az egyes és hármas hajtómű normálisan reagált, de a hátsó szárny alatt található kettes hajtómű nem működött megfelelően. A pilóta egyenlíteni és stabilizálni tudta a sebességet 460 km/órán, bár így a gépet nagyon nehezen lehetett irányítani. Vészhelyzetet jelentettek, és visszairányítást kértek Detroitba.
Az utastérben a légi utaskísérők ködszerű dolgot vettek észre, ami a dekompresszió egyértelmű bizonyítéka. A személyzet két tagja a gép hátsó részében volt, ahol kiszakadt a raktérajtó, a lábuk alatt a padló beszakadt, ezzel megsebesítve mindkettejüket. A pilóták ellenőrizni akarták, hogy az oxigénmaszkok rendben működnek-e, de mivel a baleset a 4300 m határmagasság alatt történt, azok nem aktiválódtak. Az egyik stewardess egy hordozható oxigénmaszkkal végigment a kabinon és telefonon értesítette a pilótafülke személyzetét, hogy a gép hátsó része sérült. Ezután a kapitánytól kapott utasításoknak megfelelően minden utast felkészítettek a kényszerleszállásra. Számos utas később beszámolt arról, hogy a biztonsági előírásokat tartalmazó lapok nagyon hasznosnak bizonyultak a vészkijáratok pontos helyének megállapításában.
A járat visszafordult Detroit felé, de amikor a pilóták a fékszárnyakat 35 fokra állították a landoláshoz, újabb problémával szembesültek: az 580 m/perces süllyedés túl gyors a leszálláshoz. McCormick kapitánynak sikerült kiegyenlítenie a gép orrát, ezzel 240 m/percre csökkentve a süllyedés mértékét. A repülő 19:44-kor landolt. Amint a gép a betonra ért, azonnal jobbra fordult, ezzel elhagyva a kifutópályát. Az első tiszt, Peter Whitney a bal hajtóművel sugárfékezett, ezzel egyenlítve a jobbra fordulást, és egyenesítve a gép útját, ami így visszakanyarodott a kifutópályára. Végül a repülő orra és bal motorja a kifutópályán, míg a jobb oldala a fűben állt meg, 2700 m-rel a kifutópálya végétől.  Egy hasonló technikát használtak 1989-ben a United Airlines 232-es járatának pilótái is, amikor egy másik DC-10-es gépen teljesen elvesztették a hidraulikus nyomást.

## A nyomozás
A balesetet okozó probléma azonnal nyilvánvalóvá vált, mivel a raktérajtó hiányzott, és a bal oldali vízszintes vezérsíkban jelentős károkat okozott, amikor kiszakadt a helyéről. A nyomozók átnézték a gép karbantartási naplóit és megtudták, hogy 1972. március 3-án a kezelők azt jelentették, hogy az elektromos zárszerkezet nem zárta be rendesen az ajtót, így azt manuálisan kellett bezárni. Május 30-án a McDonnell Douglas kiadta a javítási közleményben, hogy a raktérajtó zárásáért felelős elektromos huzalozást javítsák meg. Ez a módosítás nem volt kötelező, és a N103AA lajstromjelű gépen nem is történt meg kivitelezése.
A nyomozók kikérdezték a Detroitban dolgozó földi személyzetet, akiktől megtudták, hogy a hátsó raktérajtónál működő árupakoló nehezen tudta bezárni az ajtót. Azt állította, hogy elektromosan zárta be az ajtót és várta, amíg az indítószerkezet hangja megszűnik. Amikor a motor megállt, megpróbálta elfordítani a kívül található zárókart, de ezt csak nagyon nehezen lehetett elmozdítani. Végül a térdével sikerült megfelelően lenyomnia a kart a zárt állapotig, de észrevette, hogy a kar még mindig nem ment be teljesen a nyílásba, amibe bele kellett volna csúsznia a teljesen zárt állapotban. Erre még egy szerelő figyelmét is felhívta, de az elengedte a gépet. A fedélzeti mérnök azt állította, hogy a félig nyitva lévő ajtóra figyelmeztető jelzés nem gyulladt ki a monitoron, sem a földön, sem a levegőben.
A gép és a majdhogynem épen megtalált raktérajtó vizsgálata során kiderült, hogy az ajtó zárszerkezete nem fordult teljesen zárt állapotba. Ha az ajtó be van zárva, akkor a rá ható nyomás még inkább beljebb nyomja a karokat és az indítószerkezet így nem aktiválódik. Ha azonban csak részben záródnak be a karok, az ajtóra ható erők aktiválják az indítószerkezetet, és a hatalmas erő kitépi az ajtót. A gyors dekompresszió miatt a 96-os járaton keletkezett rés fölötti padlórész beszakadt, így az oldalkormányt maximálisan kitérítette és sok más vezérlőkábelt megrongált.

## Az ok
A DC-10-es gépeken az utastér ajtóit a nyomáskülönbség tartja zárva, de a raktérajtókat a zárszerkezet tartja csukva.  A két ajtótípus között a legnagyobb különbség, hogy az első típusba tartozók befelé nyílnak, a másodikba tartozók pedig kifelé. A McDonnell Douglas azért váltotta kifelé nyithatóvá a raktér ajtaját, mert így nagyon sok helyet lehetett megtakarítani és a gépbe több csomag fért el.  Viszont a nyomáskülönbség könnyebben kiszakíthatja az ilyen típusú ajtókat.
Ennek megelőzésére a McDonnell Douglas egy hibamentes zárszerkezetet használt, ami öt C alakú zárnyelvből állt. Ezek a kallantyúk egy közös tengelyre vannak erősítve, ami a géptörzshöz rögzített fix csapszegekhez fordul, bezárva ezzel az ajtót.  Az alakjuk miatt, amikor a zárnyelvek megfelelően állnak, az ajtóra ható nyomás nem okoz forgatónyomatékot, ami kinyithatná az ajtót. Épp ellenkezőleg, a nyomás beljebb tolja a kallantyúkat, még erősebben zárva ezzel az ajtót.  Optimális esetben a zárnyelveket egy csavar mozgatta emelő működteti egy elektromos indítószerkezet által.
Az aktiváló szerkezet hibás kábelezése miatt a feszültség túl alacsony ahhoz, hogy nagy terhelés alatt is végig működtesse az indítószerkezetet. Így a motor megáll akkor is, ha a zárnyelvek még nem kerültek teljesen a helyükre. Mivel a kezelők az indítószerkezet hangjának megszűnésre figyelnek, a motor működése alatt fellépő hiba a vezetékekben tévesen jelezheti, hogy az ajtó megfelelően van bezárva, és a kezelő nem veszi észre a problémát.
Hogy biztosítsák a zárnyelvek teljes elfordulását, és hogy mindegyik kallantyú a helyén legyen, beépítettek egy különálló zárszerkezetet is a raktérajtóba. Ez a rendszer kis méretű peckekből áll, amik vízszintesen fordulnak el egy-egy résbe. A berendezés a zárnyelvek hátoldalán található, a nyelvek és a géptest között. Amikor a peckek a helyükön vannak, megakadályozzák, hogy a zár nyitott pozícióba forduljon, még az indítószerkezet sem tudja kinyitni az ajtót. Ha a zárnyelvek nem fordulnak el teljesen, a peckek sem tudnak a résekbe csúszni és a kinti kart sem lehet elfordítani, ami jelzi, hogy probléma lépett fel az ajtó zárása közben. Ráadásul ez a zárókar egy fémdugót az ajtó külső keretébe vágott nyílásba tol. Ha a nyílást nem zárja el a dugattyú, akkor az ajtó nem tartja vissza a nyomást, így megsemmisít az ajtóra ható bármilyen erőt. Végül egy jelzőfény van a pilótafülkében, ami égve marad, ha nem záródik be rendesen az ajtó.
Elméletben a 96-os járaton fellépő motorhiba nem okozhatta a problémát, mert a zárókar ebben az esetben nem tudta volna bezárni az ajtót. Azonban a nyomozás során egy McDonnell Douglas tesztberendezése azt mutatta, hogy az egész zárrendszer túl gyenge, így a kinti kart megfelelő erővel lenyomva a helyére lehet illeszteni akkor is, amikor a peckek nincsenek a helyükön. Ez történt a járaton is, amikor a kezelő a térdeivel nyomta le a kart. Annak ellenére, hogy a nyílás nem záródott be teljesen, sem a kezelő, sem a mérnök nem gondolta, hogy súlyos lenne a probléma. Bár részben még nyitva volt az ajtó, annyira azért bezárt, hogy a nyomáskülönbség kialakuljon a raktérben, mivel annak légkörét teljesen elzárta. Továbbá a peckek sem voltak teljesen a helyükön, mégis, ahogy kicsit elmozdultak, ez elegendő volt ahhoz, hogy a pilótafülke műszerfalán található jelzést kikapcsolja. Ezeknek a kombinációja okozta a 96-os járat balesetét. Azonban ezek mind egyetlen problémára utalnak, méghozzá arra, hogy a zárrendszer túl gyenge és emiatt a kinti kart el lehet mozdítani.
Az utastér padlózatának beszakadását szintén a rossz tervezés okozta. A raktér minden más részén lyukakat fúrtak a kabin padlójába a raktér fölött. Ha a nyomás csökken a gép egyik emeletén, akkor a levegő át tud áramlani ezeken a nyílásokon, így kiegyenlíti a nyomást, és elnyeli a nyomáskülönbség miatt padlóra ható erőt. Csak az utastér leghátsó részén hiányoztak ezek a lyukak, és pont itt lépett fel a hiba. A padlóban található irányítókábelek a gép teljes hosszában végigfutnak, így ha a padlóban bármilyen probléma merül fel, az elvágja a pilótáktól a gép hátsó részének irányítását.

## A baleset után
A Nemzeti Közlekedés Biztonsági Felügyelet (angolul National Transportation Safety Board, NTSB)  számos változtatást javasolt, hogy a 96-os járat balesete ne ismétlődjön meg. Ezek a javaslatok kitértek arra is, hogy a zárrendszert ne lehessen erővel bezárni, és hogy a géptörzs leghátsó részébe is fúrjanak lyukakat.
A Szövetségi Légügyi Hivatal (angolul Federal Aviation Administration, FAA), amely szervezetet megbízták a javaslatok teljesítésével, válaszul megegyezett a McDonnell Douglas céggel, hogy a további nyílások elhelyezése a padlózatban túl bonyolult lenne. Ehelyett a zárszerkezetet módosították és pótlólagosan egy kis ablakot szereltek fel a raktérajtó aljára, amin keresztül a kezelők láthatják, hogy a zárnyelvek a helyükön vannak-e. A huzalozással kapcsolatos javítások – amik már a baleset előtt is benne voltak a javítási közleményben – mellett ezeknek a változtatásoknak meg kellett akadályozniuk a baleset megismétlődését.
A McDonnell Dougles a Convairnek adta megbízásba a DC-10-es törzsének tervezését és készítését. Az incidens után röviddel Dan Applegate, a Convair termékfejlesztői igazgatója, aki a géptörzs kifejlesztését irányította, írt egy jelentést a Convair vezetésének, amelyben rámutatott az ajtó tervezésének számos problémájára. Arra figyelt fel különösen, hogy az indítószerkezetet irányító hidraulikai rendszerről egy elektromos szerkezetre tértek át, ami Applegate szerint kevésbé volt biztonságos. Szintén megjegyezte a jelentésében, hogy ha a raktérajtó leszakad, a padlózat beomolhat, és ez nagy valószínűséggel elvágja az irányítókábeleket, ami a repülő elvesztéséhez vezethet. Végül rámutatott arra, hogy ez a hiba már bekövetkezett a földön 1970-ben, és ebből arra következtetett, hogy majdnem biztosan meg fog ismétlődni ez a fajta incidens a jövőben.
Ezen javaslatok ellenére a baleset után 2 évvel a Turkish Airlines 981-es járatát majdnem ugyanilyen baleset érte, csak a 981-es járat esetében a személyzet a farokrész fölötti minden irányítást elveszített. A repülő Párizs közelében zuhant le, a fedélzetén tartózkodó 346 ember mind meghalt. A nyomozás kiderítette, hogy a balesetet szenvedő gépen sosem tették meg a változtatásokat annak ellenére, hogy a javítási naplóba bejegyezték a módosítások véghezvitelét. Egyetlenegy újítást tettek meg, kis ablakot szereltek fel a raktérajtóra, amin keresztül a kezelő láthatja, hogy a zárnyelvek a helyükre kerültek-e. Mellette egy magyarázatot helyeztek el a kezelőnek, hogy mindig ellenőrizze, hogy az ajtó rendben becsukódott-e. Ez a megjegyzés azonban csak angolul és törökül volt rányomtatva a gép oldalára, és a párizsi kezelő algériai volt, egyik fent említett nyelvet sem beszélte, így csak azt tudta, hogy amíg be van zárva a kinti kar, a raktérajtó biztonságosan van becsukva. Mivel nem kellett nagy erőt kifejtenie a kar lenyomásához, a nyomozók arra a következtetésre jutottak, hogy a nyelvek egy korábbi út során már elgörbültek.
A Turkish Airlines 981-es járatának katasztrófája után felfedték Applegate jegyzetét. Ezt bizonyítéknak használták a szerencsétlenséget követő polgári per során. Sokan következtetésképpen a gépeket gyártó McDonnell Douglast és a repülési hatóságokat hibáztatták, mivel nem tanultak a 96-os járat balesetéből. Bár a DC-10-esek raktérajtaját újratervezték, az újításokat nem volt kötelező teljesíteni, és csak véletlenszerű, önkéntes légitársaságok alkalmazták a változtatásokat. Ha a 96-os járat figyelmeztető jeleit gondosabban figyelembe veszik, a Turkish Airlines gépének katasztrófája elkerülhető lett volna.
Ezek után az ajtórendszer egészét újratervezték, és DC-10, illetve MD-11-es típusú gépekkel azóta nem történt hasonló eset.

## Hasonló esetek
- Turkish Airlines 981-es járat - raktérajtó meghibásodása
- United Airlines 811-es járat - raktérajtó meghibásodása
- Pan Am 125-ös járat - raktérajtó meghibásodása
- Aloha Airlines 243-as járat - dekompresszió
- British Airways 5390-es járat - dekompresszió
- China Airlines 611-es járata - robbanásszerű  dekompresszió
- de Havilland Comet - robbanásszerű dekompresszió
  - BOAC 781-es járat
  - South African Airways 201-es járat

## Fordítás
- Ez a szócikk részben vagy egészben  az   American Airlines Flight 96 című angol Wikipédia-szócikk ezen változatának fordításán alapul.  Az eredeti cikk szerkesztőit annak laptörténete sorolja fel. Ez a jelzés csupán a megfogalmazás eredetét és a szerzői jogokat jelzi, nem szolgál a cikkben szereplő információk forrásmegjelöléseként.